# Johann Philipp Bronner
Johann Philipp Bronner, född 11 februari 1792 i Neckargemünd, död 4 december 1865 i Wiesloch, var en tysk apotekare och vinodlare.
Bronner publicerade 1825 den så kallade bocksnittsmetoden för vinstockars uppdragande samt utgav flera skrifter om vinodling. I sina vinplanteringar uppdrog han omkring 400 druvsorter från åtskilliga delar av Europa.